# 小浃江碶闸群
小浃江碶闸群是浙江省宁波市境内小浃江上的一组水利设施的总称。小浃江的水利建设始于宋代，最初的碶闸位于五乡，后由于潮水而外移。目前，小浃江上共有五乡碶、东冈碶、燕山碶、义成碶等古碶，其中东冈碶、燕山碶、义成碶建于明清两朝，这些碶闸反映出小浃江水利治理的历史变迁。2011年1月，小浃江碶闸群中的东岗碶、燕山碶、义成碶和浃水大闸被列入浙江省文物保护单位。

## 主要碶闸

### 东岗碶
东岗碶位于北仑区小港街道东岗碶村，全长28米，13孔，占地82平方米。东岗碶始建于明嘉靖三十五年，万历年间在上游修建新碶，清嘉庆十三年燕山碶建成后，东岗碶改为交通桥，但仍保留碶桥特点。

### 燕山碶
燕山碶又名堰山碶，位于北仑区小港街道长山村，全长26米，13孔，占地67平方米，形制与东岗碶类似。燕山碶始建于清嘉庆十二年，建成于次年。嘉庆二十二年，下游义成碶建成后，燕山碶改为交通桥，2004年桥面铺设混凝土。

### 义成碶
义成碶位于北仑区戚家山街道蔚斗社区，长32米，宽5.3米，共有15孔，占地180平方米。义成碶始建于嘉庆二十年，建成于嘉庆二十二年，1962年加宽。下游浃水大闸建成后，义成碶于1979年改为交通桥，成为小浃江上发挥作用最大的碶闸。

### 浃水大闸
浃水大闸位于北仑区戚家山街道蔚斗社区，设闸门10孔并设有机械启闭机房，占地2100平方米，下游60米即为小浃江和甬江交汇处。浃水大闸始建于1966年，竣工于1968年，排水流量143立方米/秒。
- 东岗碶
- 燕山碶
- 义成碶
- 浃水大闸